# شرمة (سيئون)

'

تعديل مصدري - تعديل

شرمة هي إحدى قرى عزلة سيئون بمديرية سيئون التابعة لمحافظة حضرموت، بلغ تعداد سكانها 1289 نسمة حسب تعداد اليمن لعام 2004.